# Skleryty aksillarne

Skleryty skrzydłowe. tg: tegula, Humeral plate: płytka humeralna, First Axillary: pierwszy skleryt aksillarny, Second Axillary: drugi skleryt aksillarny, Third Axillary: trzeci skleryt aksillarny, Fourth Axillary: czwarty skleryt aksillarny, bf: bazalny fałd skrzydła, Proximal plate: przednia płytka medialna, Distal plate: tylna płytka medialna, ANP: przedni wyrostek notalny tergitu, PNP: tylny wyrostek notalny tergitu, axillary cord: costula tendinis, Vannus: pole analne, C: żyłka kostalna, Sc: żyłka subkostalna, R: żyłka radialna, M: żyłka medialna, Cu: żyłka kubitalna, PCu: żyłka postkubitalna, A: żyłki analne, JA: żyłki jugalne.

Skleryty aksillarne (łac. axillaria, laminae axillares) – zespół sklerytów w nasadowej części skrzydła owadów, odpowiedzialny za jego stawowe połączenie z tułowiem.
Skleryty aksillarne należą do sklerytów skrzydłowych położonych w polu aksillarnym (łac. regio axillaris) skrzydła. Łączą się one z pleurami śródtułowia (skrzydła I pary) i zatułowia (skrzydła II pary) za pomocą mięśni aksillarnych (łac. musculi axillares). U jętek skleryty te są słabo zaznaczone i zróżnicowane, choć swym układem nawiązują do tych u nowoskrzydłych. U ważek skleryty aksillarne zastąpione są dużą, pojedynczą płytką aksillarną. Typowo wykształcone trzy lub cztery skleryty aksillarne występują w infragromadzie nowoskrzydłych, u których biorą udział m.in. w składaniu skrzydła.
Pierwszy skleryt aksillarny (łac. lamina axillaris basalis) znajduje się w grzbietowej błonie skrzydła i wchodzi w skład przedniego stawu zawiasowego skrzydła. Przednia część sklerytu wsparta jest na przednim notalnym wyrostku skrzydłowym tergitu (łac. processus notalis anterioris). Przedni kraniec sklerytu zwykle wydłużony jest w smukłe, płatowate ramię (łac. ramus axillaris), które u szczytu kontaktuje się z nasadą żyłki subkostalnej. Tylna część sklerytu łączy się stawowo z krawędzią tergitu. Korpus sklerytu połączony jest stawowo swym zewnętrznym bokiem z drugim sklerytem aksillarnym. U niektórych motyli pierwszy skleryt aksillarny zaopatrzony może być w wyrostek zwany kolcem aksillarnym (łac. spina basalis). Spośród nowoskrzydłych jedynie u muchówek skleryt ten służy za punkt zaczepu mięśnia aksillarnego. Jest on dwuczęściowy, łączący episternum i rejon za listewką pleuralną z wewnętrzną krawędzią sklerytu i umożliwia skręcanie sklerytu ku górze.
Drugi skleryt aksillarny (łac. lamina axillaris apicalis) znajduje się zarówno w grzbietowej jak i brzusznej błonie skrzydła. Jego kształt jest bardziej zmienny niż poprzedniego. Łączy się skośnie i zawiasowo z zewnętrznym bokiem pierwszego sklerytu aksillarnego. Dolna jego powierzchnia spoczywa na słupku pleuralnym (łac. processus pleuralis fulcralis), tworząc z nim drugi staw skrzydła. Przedni kraniec sklerytu zawsze połączony jest ruchomo z nasadą żyłki radialnej. Ruchy sklerytu są obrotowe i służą w szczególności do manipulacji żyłką radialną.  U niektórych motyli drugi skleryt aksillarny również zaopatrzony może być w kolec aksillarny (łac. spina basalis).
Trzeci skleryt aksillarny (łac. lamina axillaris medialis) znajduje się w grzbietowej błonie skrzydła, w tylnej części pola aksillarnego. Jego kształt jest zróżnicowany, często nieregularny, u nowoskrzydłych zwykle mniej lub bardziej igrekowaty. Jego część środkowa jest z przodu połączona stawowo z tylnym krańcem drugiego sklerytu aksillarnego. W części odsiebnej trzeci skleryt aksillarny wydłużony jest w wyrostek, od którego odchodzą nasady żyłek analnych. Nasada tego sklerytu służy zawsze za punkt zaczepu wychodzących z pleury mięśni aksillarnych, u nowoskrzydłych odpowiadających za składanie skrzydła. Tylna część sklerytu połączona jest zawiasowo z tylnym notalnym wyrostkiem skrzydłowym tergitu (łac. processus notalis posterioris), tworząc trzeci staw skrzydła lub też połączona jest z czwartym sklerytem aksillarnym, a dopiero on z wspominanym wyrostkiem skrzydłowym. Skleryt ten porusza bezpośrednio żyłkami analnymi. U owadów nowoskrzydłych skurcz mięśnia aksillarnego powoduje obrót sklerytu, który kieruje skrzydła wierzchołkami w tył, jednocześnie pozostawiając stronę grzbietową skierowaną grzbietowo i tym sposobem składając skrzydła nad odwłokiem.
Czwarty skleryt aksillarny (łac. lamina iugalis) występuje tylko u części owadów. Jest on niewielkich rozmiarów. Połączony jest stawowo z trzecim sklerytem aksillarnym i tylnym notalnym wyrostkiem skrzydłowym tergitu, pośrednicząc pomiędzy nimi. Prawdopodobnie powstał w wyniku oddzielenia się części trzeciego sklerytu aksillarnego.